# رشيد أيوب
رشيد أيوب (1288هـ/ 1360هـ - 1941م/1871م) شاعر لبناني اشتهر في (المهجر) الأميركي. وأحد أعضاء الرابطة القلمية وهي جمعية أدبية تعنى بالأدب العربي في نيويورك. لقب بالشاعر الشاكي لكثرة شكواه من قسوة الدهر وبالدرويش لإصداره ديوانا شعريا بنفس الاسم. أصدر ثلاثة دوواين شعرية هي «الأيوبيات» و«هي الدنيا» و«أغاني الدرويش».

## نبذة
ولد في بسكنتا ورحل سنة 1889 م، إلى باريس، فأقام ثلاث سنوات. وانتقل إلى مانشستر فأقام نحو ذلك، وهو يتعاطى تصدير البضائع. وعاد إلى قريته، فمكث أشهرا. وهاجر إلى نيويورك، فكان من شعراء المهجر المجلّين. واستمر إلى أن توفي ودفن في بروكلين. كان ينعت بالشاعر الشاكي، لكثرة ما في نظمه من شكوى عنت الدهر. صدرت في يناير 2018 أعماله الشعرية الكاملة عن دار بيسان في بيروت والتي ضمت مؤلفاته الثلاثة وهي «الأيوبيات» و«هي الدنيا» و«أغاني الدرويش».

## أعماله
- «الأيوبيات»، 1916
- «أغاني الدرويش»، المطبعة السورية الأمريكية، 1928
- «هي الدنيا»، مطبعة طوبيا التجارية - بروكلين، 1939

## وصلات خارجية
- رشيد أيوب على موقع أرشيف الشارخ.
- قصائد رشيد أيوب بشبكه شعر للعرب
- المنزل الذي عاش فيه رشيد أيوب من 1872 إلى 1890 درب الجبل اللبناني